# Acontius lawrencei
Acontius lawrencei là một loài nhện trong họ Cyrtaucheniidae. Loài này phân bố ờ Congo.